# Hymn Mauritiusa
Motherland (Ojczyzna) to hymn państwowy Mauritiusa przyjęty w 1968 roku. Słowa napisał Jean Georges Prosper, a muzykę skomponował Philippe Gentil.

## Oficjalne słowa angielskie
Glory to thee, Motherland,
O motherland of mine.
Sweet is thy beauty,
Sweet is thy fragrance,
Around thee we gather
As one people,
As one nation,
In peace, justice and liberty.
Beloved country, may God bless thee
For ever and ever.

## Oficjalne słowa francuskie
Gloire à toi Ile Maurice,
Ile Maurice ô ma mère patrie,
Fraîche est ta beauté,
Doux est ton parfum,
Nous voici tous debout,
Comme un seul peuple
Une seule nation
En paix, justice et liberté
Pays bien aimé
Que dieu te bénisses
Aujourd'hui et toujours.

## Polskie tłumaczenie
Chwała Tobie, Ojczyzno,
Ojczyzno moja.
Słodka jest Twa piękność,
słodki Twój aromat,
wokół Ciebie się gromadzimy
jeden lud,
jeden naród,
w pokoju, sprawiedliwości i wolności.
Ukochany kraju, niech Cię Bóg błogosławi,
na wieki wieków.